# Fehérvári huszárok

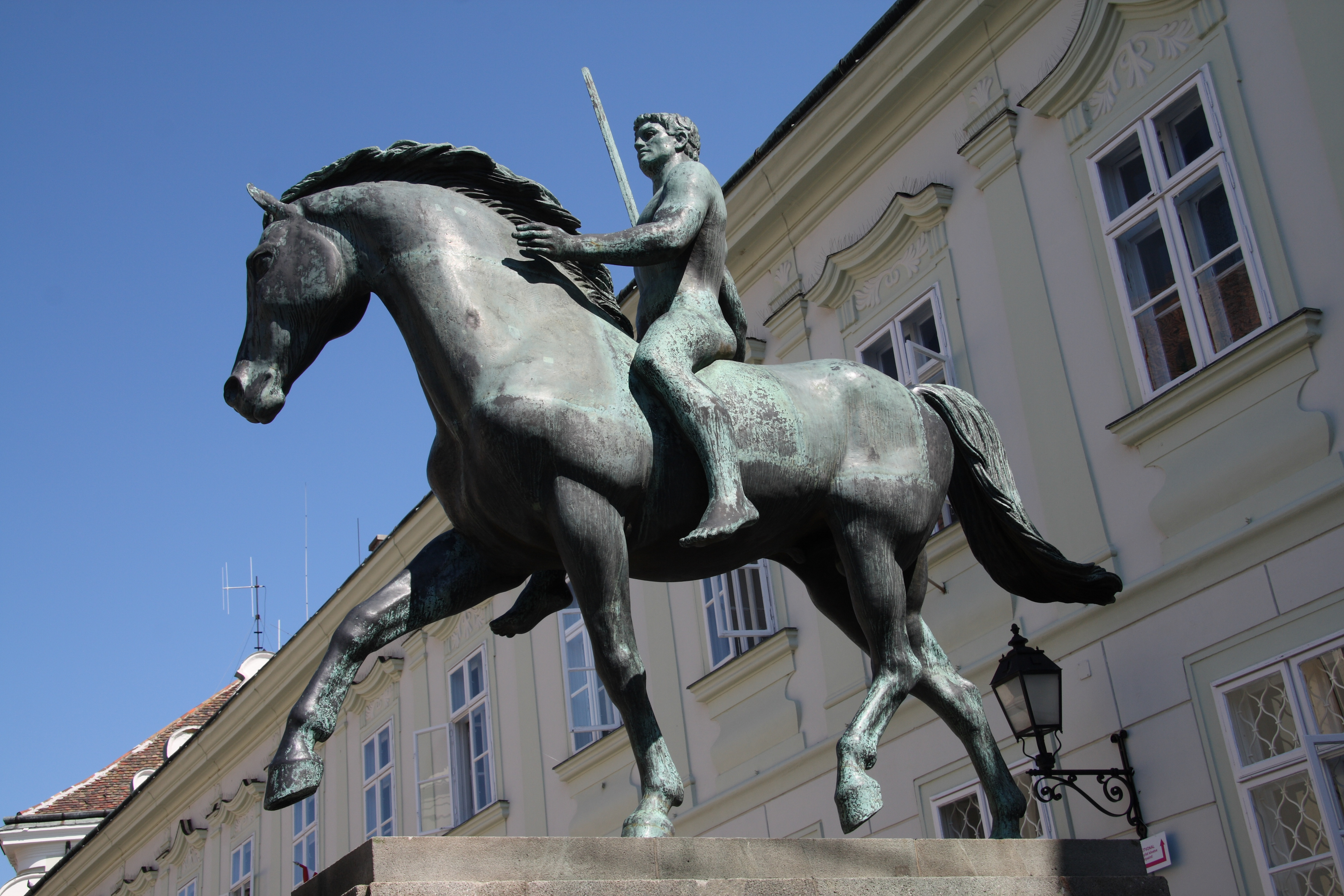
A fehérvári tízes huszárok emlékműve a székesfehérvári Városház téren, Pátzay Pál, 1939

A Császári és Királyi 10. Huszárezred Székesfehérvárott 1741-től 1918-ig létezett. Fennállása során mindvégig kiemelkedő jelentőséggel bírt, a 20. század fordulóján a kor legkorszerűbb lovassági laktanyájában állomásozott. Az ezred tisztikara és három százada alkotta a közbeszédben fehérvári huszárok néven emlegetett alakulatot. Ismertek voltak még Vilmos-huszárok néven is. Róluk szól a Jó estét kívánok, megjöttek a fehérvári huszárok kezdetű közismert csárdás.

## A Császári és Királyi 10. Huszárezred rövid története
Mária Terézia magyar királynő 1740-től 1780-ig tartó uralkodását szakadatlan háborúskodás kísérte. Mivel elődeinél jobban támaszkodott a magyar nemesség lovagiasságára, igen nagy szerep jutott a közös hadseregben a magyar huszároknak. Trónra lépésekor elkezdődött az osztrák örökösödési háború, amelynek nyolc éve alatt tizenegy magyar huszárezred harcolt a Habsburg trónért Európa hadszínterein. A magyar főurak vállalták a hadsereg gyarapítását. Pest vármegye két 800-800 főnyi nemesi felkelő lovasezredet állított ki Beleznay János és Halász Péter alatt, Komárom, Győr, és Pozsony vármegyék összesen öt lovasszázaddal vonultak harcba. Ez a három ezred 1741 októberében visszatért Magyarországra, ahol a csapatokat feloszlatták, és személyzetükből egy rendes huszárezredet szerveztek. Az ezredet Beleznay ezredes alapította. Beleznay János ezredes tulajdonos 1744-ig személyesen vezette az ezredet. A felállítás befejezése után az ezred Sziléziába vonult, ahol egy százada Olbendolfnál harcolt a poroszok ellen. Az ezred 1744-ben a Németalföldre vonult, egy kisebb része Brüggenél harcolt. Az ezredparancsnokságot gróf Hadik András, a későbbi neves lovas tábornok, majd az udvari haditanács elnöke vette át. Hadik huszárjai átkeltek a Rajnán, óriási területet portyáztak végig, rémületet keltve mindenütt, és elfogták az ellenség utánpótló oszlopait. Németalföldön, Maastrichtnél néhány század visszafoglalta az ellenség által zsákmányolt ágyúkat. St. Andrénál Hadik 300 huszárral nekirontott 1500 franciának, és elfogott 8 tisztet, 80 dragonyost és 50 gyalogost.
A leghíresebb ezredtulajdonosok közt szerepelt gróf Bethlen József és Mészáros János altábornagy (1798-1813). Az ő idejében vette fel az ezred a 10. sorszámot.
„Győznek vagy halnak a Hazáért.” A 10. huszárezred zászlóján ez a jelmondat szerepelt.
A lovassági ezred tulajdonosoknak 1790-ig igen lényeges előjogai voltak, mint a pallosjog, amelynek révén egyes katonák súlyos kihágása esetén akár halálbüntetést is kiszabhattak. Valamint kinevezték és előléptették a tiszteket, engedélyezték a házasságot a tiszteknek (egy hátasló ellenében). Hónapokig tartó szabadságokat adhattak, az utód nélkül elhalt tisztek után öröklési joguk volt, meghatározták az egyenruhát. Ők vették fel a katonák zsoldját és felszerelési járandóságokat, övék lett az elesettek és szökevények járandósága. A legénységtől – házasság engedélyezése esetén – egy ezüstkanalat kaptak. A jogokkal ellenben különböző mértékben élt egy-egy ezredtulajdonos, leginkább a személyiségétől függött mindez. Egy huszárezred létszáma akkoriban 500 fő volt. A huszárezredeknél az előjogokat végül 1790-ben eltörölték.
Az ezred fennállása alatt a történelem könyvekből ismert valamennyi fegyveres konfliktusban részt vett, esetenként jelentős szerepet játszott a különböző hadi cselekményekben. A hétéves háborútól kezdve a napóleoni háborúkban, az 1848–49-es szabadságharcban éppúgy jelen voltak, mint a szárd–francia–osztrák háborúban (1859), a porosz–osztrák–olasz háborúban (1866) és az első világháborúban (1914-1918). Az ezredet az I. világháború végén feloszlatták.

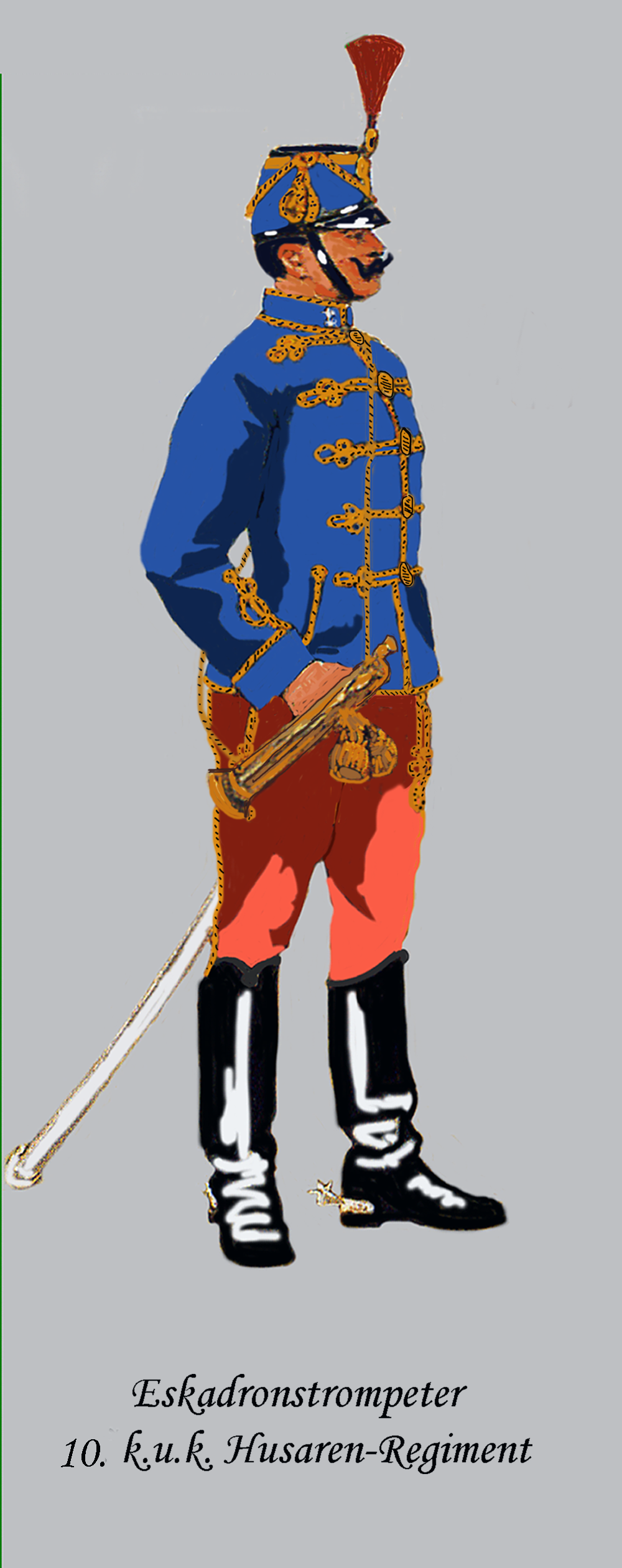
A Császári és Királyi 10. Huszárezred század trombitása

## Összetétele és szálláshelyei
Négy vármegyéből sorozták a legénységet: Tolna, Somogy, Baranya, és a legtöbbet Fejér vármegyéből. Székesfehérváron számukra korszerű laktanyát épített Fejér vármegye, innen ered az ezred neve is.
1894-ben Székesfehérváron a 17. honvéd gyalogezred, a cs. és kir. 69. gyalog-, 10. huszárezred és a 24. vadász zászlóalj tartózkodott, akik mind magyar anyanyelvűek voltak. Ennek ellensúlyozására az osztrák hadügyminisztérium a 10. közös huszárezredet 1896-ban Nyíregyházára helyezte.
A lovassági laktanya építésére Székesfehérvárott megye már 1776-ban sikertelenül kért területet a várostól, azt hely hiányában elutasította, csak 1887-ben oldódott meg, amikor felajánlotta a Budai út mentén, a régi vármegyei kórházzal szemben levő 25 holdnyi területet, sőt még 104 holdnyi gyakorlóteret is biztosított. A laktanya Say Ferenc székesfehérvári építész és az ugyancsak helybeli Rózsa Ferenc és társai építőmesterek kivitelezésében épült. 1891 tavaszán kezdték el és 1892 szeptemberében befejezték, amely az ezredparancsnokság és egy lovas osztály befogadására volt alkalmas.
Az építési költség közel 650 000 forint volt, melyre 625 000 forint kölcsönt vettek fel, 5,7%-os, ötven évi törlesztésre a Székesfehérvári Takarékpénztártól. Még ebben a hónapban beköltözött a 10. huszárezred.
Az átadásra 1892. október 23-án került sor. Székesfehérvár és Vidéke részletes tudósításban számolt be az országos hírű eseményről: „Az átvevőbizottság, de az ezred is kijelentette, hogy a kaszárnya minden igényt kielégít.” Az átadáson megjelent József főherceg aki az országos és a lovasberényi tűzoltóegyesület parancsnoka is volt.
A Lövölde utca északi sarkán, az egykori közkórház területén 1900-ban kezdték el a huszár pótkeret laktanyájának az építését. A laktanya 25 épületből állt. A parancsnoksági és a tiszti épületek kétemeletesek, az altiszti és legénységi lakások, az őrség épülete egyemeletes volt. A többi járulékos épület földszintes volt. Épületegyüttesben megfelelő számú lóistálló és kocsiszín is helyt kapott. Az objektumot jellegzetes monarchia korabeli téglaoszlopos, vasrácsos kerítés vette körül.
A második világháború után a megszálló szovjet csapatok használták. A rendszerváltás után az épület az enyészeté lett és jó része lebontásra került. Épületeinek egy szárnyát újították csak fel. A volt lovassági (majd szovjet katonai) laktanya épületeinek hasznosításával a város egy oktatási centrum létrehozását tűzte ki célul. Az eredeti laktanyából jelenleg a kerítés egy darabja áll, rajta emléktábla, amely őrzi a hajdan volt huszárok emlékét.

## Emlékművek
Emléküket az első világháború után Székesfehérvárott két szoborral is megörökítették. Az első Kallós Ede neves szobrász alkotása volt. A szobrot a megyeház előtt, a mostani Szent István szobor helyén állították fel. Felavatása 1925. december 11-én, a mai Szent István téren történt.
A Szent István-szobor 1938-as elkészültekor a műalkotás átkerült a mai Budai út-Lövölde út saroképületének udvarára, Budai út 39. szám alatti épület, amely annak idején laktanya volt majd a szovjet csapatok állomáshelye is. 1995. május 17-én Mackensen vezértábornagy látogatásának 60 évfordulójára Hübner Károly a Fehérvári Huszárok Egyesületének tiszteletbeli tagja felújíttatta és ünnepélyes keretek között helyezték el mai helyén, a székesfehérvári Szentlélek temetőbe.
Az új, második 10. huszár szobor avatási ünnepségére 1939. december 9-én került sor. Az ezred bajtársi szövetsége egyrészt az első szobor áthelyezését méltatlannak tartotta, másrészt időt állóbb bronz szobrot kívánt felállítani. Így került sor a Városháza előtti a Pátzay-lovasszobor felállítására.

## Film
1939-ben Fehérvári huszárok címmel film is készült az egységről, Berky Lili, Bilicsi Tivadar, Kabos Gyula, Páger Antal főszereplésével.

## Hagyományőrzés
A Fehérvári Huszárok Egyesülete 1997. június 4-én Seregélyesen alakult meg, azzal a céllal, hogy a huszárság történelmi és kulturális értékeit bemutassa. Tagjai állandó résztvevői a Székesfehérvár város és a civil szervezetek által rendezett ünnepi megemlékezéseknek, aktívan részt vesznek a Táncház, a Városi és Megye Könyvtárak által szervezett programokon, találkozókon, illetve rendszeresen vannak jelen a város általános és középiskoláiban különböző rendezvényeken, előadásokat, bemutatókat tartanak. A megyében is számos felkérésnek tesznek eleget, fontos szerepet töltenek be a Pákozdi Katonai Emlékhelyen (a Honvédség és Társadalom Baráti Kör székesfehérvári szervezetével együttműködve) az 1848. szeptember 29-i pákozdi csata emlékére megrendezésre kerülő csataimitációnak.
Az 1848. december végi móri csata megemlékezéseinek 1999 óta résztvevői. Az országos és nemzetközi szakmai találkozók, hagyományőrző rendezvények rendszeres résztvevői, valamint általános és középiskolákban, művelődési intézményekben számos rendezvényen előadásokat, bemutatókat tartanak.